# William R. Heath Residence
La William R. Heath Residence è stata progettata da Frank Lloyd Wright e costruita dal 1903 al 1905. Progettata nello stile architettonico della Prairie School, si trova al 76 di Soldiers Place a Buffalo, New York.

## Storia
William R. Heath, vicepresidente della Larkin Company di Buffalo, incontra Wright nel 1903 attraverso un collega, il quale a sua volta gli commissiona la progettazione di una casa. La proprietà di Heath si trova in un angolo profondo e stretto, di fronte a un grande cerchio stradale, Soldiers Place, che garantisce la sua esclusività. Wright affronta la sfida di posizionare una casa Prairie sostanziosa in uno spazio ristretto con doppia esposizione stradale. La soluzione è posizionare la casa con il suo asse lungo proprio contro il marciapiede di Bird Avenue, sfruttando parti del cerchio stradale come area verde antistante. Nonostante sia a pochi passi dal marciapiede, la casa mantiene una certa privacy, grazie al fatto che Wright l'ha elevata su una terrazza rispetto al livello della strada. L'esterno presenta elementi classici della Prairie School, tra cui tetti a falde basse, ampi portici sostenuti da massicci pilastri quadrati e finestre a battente con vetrate artistiche. Nel 1911 viene aggiunto un garage su due piani, sostituendo una vecchia stalla.
La casa comprende sette camere da letto al secondo piano, due bagni e uno studio. La camera da letto principale, situata sopra il portico, gode di finestre su tre lati. Al piano terra, sala da pranzo e soggiorno si aprono l'uno nell'altro, con il soggiorno che si estende fino al portico anteriore, offrendo una vista panoramica sul cerchio stradale e sul prato antistante. La casa dispone anche di una casa dei servitori con altre due camere da letto, utilizzate negli ultimi anni come studio medico. Costruita in mattoni rossi scuri, la casa di Heath è un'espressione unica della visione di Wright, progettata per adattarsi alla conformazione stretta del terreno. È considerata un precursore della celebre Frederick C. Robie House di Wright a Chicago, costruita nel 1909 su un terreno di dimensioni simili.